# Grande Sinagoga de Gibraltar
A Grande Sinagoga de Gibraltar (Língua hebraica: קהל קדוש שער השמיים‎), também conhecida como Kahal Kadosh Sha'ar HaShamayim está localizada no território britânico ultramarino de Gibraltar, e foi a primeira sinagoga da Península Ibérica a operar desde as expulsões de Espanha e Portugal em 1492 e 1497, respectivamente.

## História
A Sinagoga Sha'ar HaShamayim foi fundada em 1724 por Isaac Nieto de Londres. Foi inaugurado em 1724 em um terreno entregue aos judeus pelo então governador de Gibraltar, Richard Kane. Tendo sido reconstruído várias vezes, o edifício atual data em grande parte de 1812 e compartilha características em comum com o pai Sinagoga Portuguesa de Amsterdão (1675) e Sinagoga de Bevis Marks (1701). A fachada do edifício de dois andares e meio, em escala nacional, possui janelas de arco redondo ladeando uma entrada de arco redondo.